# Hanns Alexander (Kaufmann)
Hanns Alexander (* 6. Mai 1917 in Berlin; † 23. Dezember 2006 in London) war ein deutsch-britischer Kaufmann. Er dokumentierte begangene Kriegsverbrechen und fahndete am Ende des Zweiten Weltkriegs nach deutschen Kriegsverbrechern des Nationalsozialismus. Zu seinen Erfolgen gehört die Festnahme von Rudolf Höß und Gustav Simon.

## Leben
Hanns Hermann Alexander wurde im Mai 1917 als viertes Kind des Arztes Alfred Alexander und seiner Ehefrau Henriette (Henny) Picard in Berlin geboren. Er war der Zwillingsbruder von Paul Alexander (1917–2003) und wuchs gut behütet in einer angesehenen und vermögenden jüdischen Familie auf, die in einer großen Wohnung mit 22 Zimmern in der Kaiserallee (heute: Bundesallee) 219/220 in der ersten Etage lebte. Die Wohnung diente auch als Praxis seines Vaters. 
Hanns Alexander und sein Bruder Paul besuchten zunächst die Private Waldschule Grunewald (Lessler-Schule) der Toni Lessler, eine konfessionslose Schule. Im Juli 1933 mussten die beiden Jungen aufgrund der NS-Gesetze die Waldschule verlassen. Sie besuchten dann kurzzeitig eine private jüdische Schule. Spätestens 1934 nahm Hanns Alexander eine Beschäftigung bei einer Berliner Bank auf. Wegen der zunehmenden antisemitischen Hetze, vom NS-System forcierten Angriffen auf jüdische Personen in der Öffentlichkeit und zunehmender Ausgrenzung infolge der NS-Gesetze verließ die Familie 1936 Deutschland. Bereits 1935 war ihm die deutsche Staatsbürgerschaft aberkannt worden. Einzeln bemühten sie sich von Berlin aus dem Terror zu entkommen. Er selbst wählte den Weg einer Ausreise über die Schweiz, die er im Mai 1936 antrat. Nach relativ eigenständigen Schritten in Großbritannien Fuß zu fassen und der Verbesserung seiner Sprachkenntnisse erhielt er 1938 eine Beschäftigung bei einer Londoner Bank. Im April 1939 verkündete das NS-Regime die offizielle Ausbürgerung und Enteignung der Familie Alexander.
Mit Beginn des Zweiten Weltkrieges im September 1939 meldeten sich Alexander und Paul freiwillig zur Britischen Armee. Nach der Ausbildung als Bausoldaten gelangten sie schließlich auf eigenes Drängen Anfang 1943 zur Officier Training Unit und wurden zu Offizieren ausgebildet. Nach der Landung der Alliierten in der Normandie im Juni 1944 wurde Hanns Alexander in Frankreich und Deutschland eingesetzt.
Er war Mitglied des War Crimes Investigation Team (WCIT) in Bergen-Belsen und mit der Untersuchung von Kriegsverbrechen im Rahmen des War Crimes Program beauftragt. Er wurde unter anderem bei den Verhören von Elisabeth Volkenrath und Franz Hößler eingesetzt und drängte schließlich darauf, die Suche nach noch nicht gefassten Naziverbrechern aufnehmen zu dürfen. Es gelang ihm, im Dezember 1945 Gustav Simon und im März 1946 den langjährigen Kommandanten des KZ Auschwitz, Rudolf Höß, aufzuspüren und gefangen zu nehmen.
Später lebte Hanns Alexander als Bankier und Kaufmann in London. Er war über Jahrzehnte bei der Bank S. G. Warburg & Co. beschäftigt.
Hanns Alexander war seit 1946 mit Ann Graetz (1920–2006) verheiratet. Aus der Ehe gingen die beiden Kinder Annette Alexander (* 1948) und Jackie Alexander (* 1950) hervor. Er starb im Alter von 89 Jahren an einer Lungenentzündung. Sein Grab befindet sich auf dem Jüdischen Friedhof in Willesden im Norden Londons.
Die Geschichte seines Lebens wurde nach seinem Tod von seinem Großneffen Thomas Harding in einer Doppelbiografie erzählt.